# Masthuggets distrikt
Masthuggets distrikt (dansk: Masthugget Distrikt) er et folkebogføringsdistrikt i Göteborgs kommun og Västra Götalands län.
Distriktet ligger i det centrale Göteborg.

## Tidligere administrative forhold
Distriktet blev oprettet i 2016, og det udgør en del af det område, som før 1971 udgjorde Göteborgs stad.
Distriktet består af det område, der hørte til Masthugget Menighed (Masthuggs församling) ved årsskiftet 1999/2000.
Kirkesognet blev udskilt af Göteborg Domsogns Menighed (Domkyrkoförsamlingen i Göteborg) i 1883. I 1908 blev Göteborg Oscar Fredriks Menighed (Oscar Fredriks församling) udskilt som et selvstændigt sogn.
57°41′49″N 11°56′15″Ø / 57.697072°N 11.93745°Ø